# Pejeiros
Pejeiros (llamada oficialmente Santa María de Pexeiros) es una parroquia y un lugar español del municipio de Blancos, en la provincia de Orense, Galicia.

## Toponimia
La parroquia también es conocida por el nombre de Santa María de Pejeiros.

## Organización territorial
La parroquia está formada por una entidad de población:
- Pexeiros

## Demografía
Gráfica demográfica del lugar y parroquia de Pejeiros según el INE español:
| Gráfica de evolución demográfica de Pejeiros entre 2000 y 2022 |
|                                                                |
| Datos según el nomenclátor publicado por el INE.               |